# Albinus

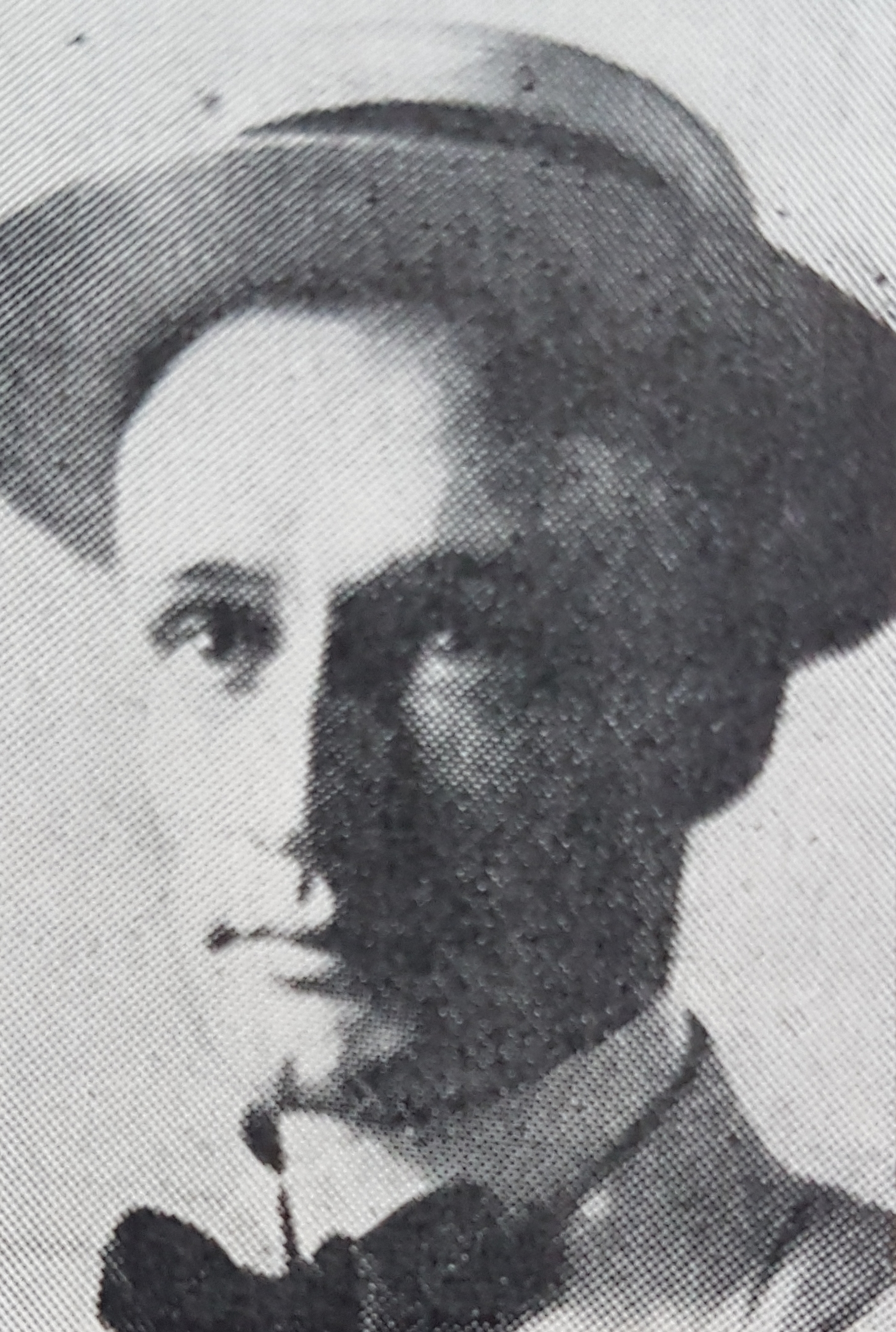
Albinus Hasselgren.

Albinus är ett gammalt mansnamn med latinskt ursprung som gett upphov till dagens svenska namn Albin. Det är bildat från latinets albus 'vit' och fanns förr i den svenska almanackan den 1 mars till åminnelse av ett helgon, biskop Albinus av Vercelli som levde på 400-talet. Den 31 december 2008 fanns det 3 män med förnamnet Albinus i Sverige, varav 2 hade det som tilltalsnamn.

## Personer med namnet
- Albinus Hasselgren

## Personer med efternamnet
- Clodius Albinus, romersk motkejsare
- Bernhard Siegfried Albinus
- Johan Tobias Albinus